# Sh2-239
Sh2-239 è una nebulosa a emissione visibile nella costellazione del Toro.
L'individuazione della sua posizione è semplice, nella parte centrale della costellazione, circa a metà strada fra la brillante Aldebaran (α Tauri) e ε Tauri, in direzione dell'ammasso aperto delle Iadi. La sua declinazione è moderatamente settentrionale e ciò fa sì che essa possa essere osservata agevolmente da entrambi gli emisferi celesti, sebbene gli osservatori dell'emisfero boreale siano più avvantaggiati; il periodo in cui raggiunge la più alta elevazione sull'orizzonte è compreso fra i mesi di ottobre e febbraio.
Inizialmente si è pensato che questa potesse essere una nebulosa a riflessione, una parte illuminata della nebulosa oscura LDN 1551; in seguito fu riconosciuta come nube di gas ionizzato, appartenente alla classe degli oggetti HH, catalogata come HH 102. La distanza dell'oggetto è stimata sui 139 parsec (453 anni luce) e viene a trovarsi di fronte al complesso della Nube del Toro, una delle regioni di formazione stellare di stelle di piccola massa più vicine al sistema solare; sebbene appaia apparentemente associata alle Iadi, i due oggetti non sono fisicamente legati, dato che le Iadi si trovano in primo piano, ad appena 151 anni luce dal Sole.
La nebulosa è associata alla nube oscura LDN 1551, una delle regioni di formazione di stelle di piccola massa più vicine; possiede una massa di circa 40 masse solari e al suo interno si trovano una dozzina di stelle di pre-sequenza principale, alcune delle quali possiedono dei getti che riversano materia nel mezzo interstellare circostante. Nella nube sono state scoperte alcune sorgenti di radiazione infrarossa, la più brillante delle quali è nota come L1551 IRS 5; questa sorgente ha una luminosità di circa 40 luminosità solari, si trova in profondità all'interno della nube e corrisponderebbe a una proto-stella binaria, le cui componenti sono separate da circa 40 UA. A questa sorgente è associato un oggetto HH noto come HH 154, di natura bipolare, nonché un gran numero di onde d'urto, alcune delle quasi sono anch'esse catalogate come oggetti HH, in particolare HH 28, 29, 258, 259, 262 e 286; altri oggetti stellari giovani vicini, fra i quali vi sono le stelle T Tauri HL e HZ Tau, forniscono energia ad altri getti, come HH 30.